# فرانسیس سوربی مکالی
فرانسیس سوربی مکالی (۱۱ فوریهٔ ۱۸۶۲ – ۹ فوریهٔ ۱۹۳۷) یک ریاضی‌دان انگلیسی بود که سهم قابل توجهی در هندسه جبری داشته است. او به واسطه کتاب نظریه جبری سیستم‌های مودولار شناخته شد که تا حد زیادی روی دوره‌های بعدی جبر جابجایی تاثیر گذاشت.
حلقه کوهن-مکالی، دوگانگی مکالی، نتیجه مکالی و سیستم جبری کامپیوتری مکالی و مکالی۲ به نام او نام‌گذاری شدند.
وی در سال ۱۹۲۸ به عنوان عضو انجمن سلطنتی انتخاب شده است.